# Heinrich von Schwerin (Politiker)
Heinrich Friedrich Maximilian Curt Graf von Schwerin (* 18. März 1836 in Schwerinsburg bei Anklam; † 1. August 1888 in Putzar) war ein deutscher Politiker. Er war 1872/73 und 1879–1888 als konservativer Abgeordneter Mitglied des Preußischen Abgeordnetenhauses. 1888 wurde er Generallandschaftsdirektor von Pommern, starb aber noch im selben Jahr.

## Leben
Heinrich war Angehöriger des pommerschen Uradelsgeschlechts von Schwerin. Sein Vater Maximilian von Schwerin-Putzar (1804–1872) war preußischer liberaler Politiker und von 1859 bis 1862 während der Neuen Ära preußischer Minister des Innern. Seine Mutter Hildegard Schleiermacher (1817–1889) war eine Tochter des Theologen Friedrich Schleiermacher.
Heinrich Graf von Schwerin studierte an der Rheinischen Friedrich-Wilhelms-Universität Rechtswissenschaft und wurde 1856 Mitglied des Corps Hansea Bonn. Bis 1858 war er Auskultator bei der Regierung in Stettin. 1859 pachtete er von seinem Vater das Gut Putzar. Am Deutsch-Französischen Krieg 1870/71 nahm er als Premier-Leutnant im Pommerschen schweren Landwehr-Reiter-Regiment teil. Er wurde mit dem Eisernen Kreuz am weißen Bande ausgezeichnet. 1874 nahm er als Rittmeister seinen Abschied.
Er war 1872/73 und 1879–1888 als konservativer Abgeordneter Mitglied des Preußischen Abgeordnetenhauses. Die Stände des Kreises Anklam wählten ihn zum Kreis-Deputierten. 1875 wurde ihm der preußische Kronenorden IV. Klasse verliehen. Auf 1878 ist sein Beitritt in den Johanniterorden datiert. 1888 wurde er Generallandschaftsdirektor von Pommern, starb aber noch im selben Jahr.
Heinrich Graf von Schwerin war seit dem 8. Mai 1867 verheiratet mit Charlotte von Mühler (1847–1925), Tochter des preußischen Kultusministers Heinrich von Mühler. Das Paar hatte folgende Kinder:
- Christoph (1868–1932), erbte Putzar, ⚭ 1892 Jettine von Versen (* 1871)
- Elisabeth (* 1869) ⚭ 1899 Karl Hartmann Freiherr von Erffa († 1911, verunglückt), Kammerherr
- Maximillian (1872–1934), erbte Zinzow und Zubehör, ⚭ 1904 Caroline Elisabeth Prisca von Stieglitz (* 1883)
- Viktor (1873–1950), erbte Boldekow, ⚭ 1918 Adele von Lieres und Wilkau (* 1873), Witwe seines Bruders Friedrich
- Friedrich (1875–1914, gefallen als Offizier), Grundbesitzer auf Höckenberg in Hinterpommern, Oberförster, ⚭ 1905 Adele von Lieres und Wilkau (* 1873)